# Grupo IC 342/Maffei
O Grupo IC 342/Maffei (também conhecido como o Grupo IC 342 ou o Grupo Maffei) é um dos grupos de galáxias mais próximo do Grupo Local. O grupo pode ser descrito como um grupo binário; as galáxias membros estão centradas em torno de Maffei 1 e IC 342, que são as galáxias mais brilhantes do grupo. O grupo é um dos muitos grupos do Superaglomerado de Virgem.

## Membros
A tabela abaixo mostra as galáxias membros conhecidas do grupo identificado e associado com Grupo IC 342/Maffei por I. D. Karachentsev. Note que Karachentsev dividiu este grupo em dois subgrupos centrados em torno de IC 342 e Maffei 1.
| Nome             | Tipo      | A.R. (J2000)  | Dec. (J2000) | Redshift (km/s) | Magnitude |
| ---------------- | --------- | ------------- | ------------ | --------------- | --------- |
| Camelopardalis A | Irr       | 04h 26m 16.3s | +72° 48′ 21″ | -46 ± 1         | 14.8      |
| Camelopardalis B | Irr       | 04h 53m 07.1s | +67° 05′ 57″ | 77              | 16.1      |
| Cassiopeia 1     | dIrr      | 02h 06m 02.8s | +68° 59′ 59″ | 35              | 16.4      |
| IC 342           | SAB(rs)cd | 03h 46m 48.5s | +68° 05′ 46″ | 31 ± 3          | 9.1       |
| KK 35            | Irr       | 03h 45m 12.6s | +67° 51′ 51″ | 105 ± 1         | 17.2      |
| NGC 1560         | SA(s)d    | 04h 32m 49.1s | +71° 52′ 59″ | -36 ± 5         | 12.2      |
| UGCA 86          | Im        | 03h 59m 50.5s | +67° 08′ 37″ | 67 ± 4          | 13.5      |
| UGCA 105         | Im        | 05h 14m 15.3s | +62° 34′ 48″ | 111 ± 5         | 13.9      |

| Nome        | Tipo      | A.R. (J2000)  | Dec. (J2000) | Redshift (km/s) | Magnitude |
| ----------- | --------- | ------------- | ------------ | --------------- | --------- |
| Dwingeloo 1 | SB(s)cd   | 02h 56m 51.9s | +58° 54′ 42″ | 110             | 8.3       |
| Dwingeloo 2 | Im        | 02h 54m 08.5s | +59° 00′ 19″ | 94 ± 1          | 20.5      |
| KKH 11      | dE        | 02h 24m 34.2s | +56° 00′ 43″ | 310             | 16.2      |
| KKH 12      | Irr       | 02h 27m 26.9s | +57° 29′ 16″ | 70              | 17.8      |
| Maffei 1    | S0 pec    | 02h 36m 35.4s | +59° 39′ 19″ | 13 ± 22         | 11.4      |
| Maffei 2    | SAB(rs)bc | 02h 41m 55.1s | +59° 36′ 15″ | -17 ± 5         | 16.0      |
| MB 1        | SAB(s)d   | 02h 35m 36.5s | +59° 22′ 43″ | 20.5            | 190 ± 1   |
| MB 3        | dSph      | 02h 55m 42.7s | +58° 51′ 37″ | 59 ± 1          | 19.8      |

Adicional, KKH 37 está listado como possível membro do subgrupo de IC 342, e KKH 6 está listado como um possível membro do subgrupo de Maffei 1.

## Obscurecimento
Visto da Terra, parte do grupo está próximo do plano da Via Láctea (uma região conhecida como zona de obscurecimento). Conseqüentemente, a luz de muitas galáxias está afetada pelo gás e poeira interestelar da Via Láctea. Isto é complicado para estudos observacionais do grupo, como incertezas no obscurecimento também afeta as galáxias mais luminosas e distâncias bem mais difíceis de se definir.
Mais tarde, as galáxias e o grupo possuem dificuldade para ser identificadas. Muitas galáxias tem sido descobertas nos últimos 20 anos com instrumento astronômicos potentes. Um exemplo, muito comum, muitas galáxias distantes, como as galáxias no Novo Catálogo Geral, identificadas por visualizações nos últimos 19 anos, Maffei 1 e Maffei 2 só foram descobertas em 1968 usando imagens de fotografias de infravermelho na região. Recentemente, as dificuldades para determinar se os objetos próximos a IC 342 e Maffei 1 estão associados ao Grupo IC 342/Maffei ou objetos difusos que são da Via Láctea que possam ser galáxias. Um exemplo, os objetos MB 2 e Camelopardalis C são só galáxias anãs no Grupo IC 342/Maffei ou são objetos agora conhecidos como objetos  que são da Via Láctea.

## Formação do Grupo e possíveis interações com o Grupo Local
Uma vez que o Grupo IC 342/Maffei e o Grupo Local estão localizados na mesma área física, os dois grupos tenham sido influenciados por outras evoluções durante o estágio de formação das galáxias. Umas análises das velocidades e distâncias para o Grupo IC 342/Maffei como mencionado por M. J. Valtonen e colaboradores supõem que IC 342 e Maffei 1 foram se afastando do Grupo Local, sendo a causa, a expansão do Universo. Eles, por essa razão, supõem que IC 342 e Maffei 1 tenham sido ejetados para fora do Grupo Local, de pois de uma violenta interação gravitacional com a Galáxia de Andrômeda durante os primeiros estágios de formação do dois grupos.
Contudo, esta interpretação está dependente nas distâncias mencionadas para as galáxias no grupo, e também depende da poeira interestelar da Via Láctea, que dificulta melhores estudos sobre o grupo.
Mas recentes observações tem demonstrado que todo esse obscurecimento, sobretudo, torna as distâncias mais incertas. Se as novas distâncias estiverem corretas, as galáxias do Grupo IC 342/Maffei parecem ter se movido por causa da expansão do Universo, e o cenário de uma colisão entre o Grupo IC 342/Maffei e o Grupo Local pode ser imprevisível.